# ماركس (روسيا)
ماركس (بالروسية: Маркс) هي إحدى مدن روسيا في الكيان الفدرالي الروسي ساراتوف أوبلاست.